# (38647) 2000 OW8
2000 OW8 (asteroide 38647) é um asteroide da cintura principal. Possui uma excentricidade de 0.28342330 e uma inclinação de 4.24599º.
Este asteroide foi descoberto no dia 31 de julho de 2000 por LINEAR em Socorro.